# Clara Rugaard
Clara Rugaard (Hellerup, 5 de desembre de 1997) és una actriu i cantant danesa.

## Carrera
Rugaard va fer el seu debut cinematogràfic en la pel·lícula danesa de 2013 Min søsters børn i Afrika. Abans d'això, era coneguda per cantar el tema musical danès a Violetta per a Disney Channel. Des del seu debut com a actriu, ha aparegut en les sèries de televisió The Lodge i Still Star-Crossed, i en múltiples pel·lícules, incloent Good Favor, Teen Spirit i I Am Mother. Rugaard protagonitzarà al costat de Lewis Pullman, Danny Glover i Lyrica Okano la pel·lícula Press Play de 2020, dirigida per Greg Björkman.
Ha rebut crítiques favorables per la seva actuació en I Am Mother, amb SyFy descrivint-la com el "cor, esperança i humanitat" de la pel·lícula i The Nova York Post descrivint-la com "una possible nova estrella de ciència-ficció".

## Filmografia

### Pel·lícula
| Any  | Títol                     | Paper    | Notes          |
| ---- | ------------------------- | -------- | -------------- |
| 2013 | Min søsters børn i Afrika | Julie    |                |
| 2016 | Vaiana                    | Vaiana   | Doblatge danès |
| 2017 | Good Favour               | Shosanna |                |
| 2018 | Teen Spirit               | Roxy     |                |
| 2019 | I Am Mother               | Hija     |                |
| 2020 | Press play                |          | postproducció  |
| 2021 | Love Gets a Room          | Stefcia  |                |

### Televisió
| Any  | Títol              | Paper            | Notes |
| ---- | ------------------ | ---------------- | ----- |
| 2016 | The Lodge          | Ana              |       |
| 2017 | Still Star-Crossed | Julieta Capuleto |       |